# Katsui Strait
Die Katsui Strait ist eine Meerenge im Archipel der Südlichen Shetlandinseln. Sie verläuft zwischen der Südküste von King George Island und der vorgelagerten Insel Penguin Island, wobei sie die Sherratt Bay im Nordosten mit der King George Bay im Südwesten verbindet.
Polnische Wissenschaftler benannten sie 1999 nach dem japanischen Vulkanologen Yoshio Katsui (1926–2015) von der Universität Hokkaidō, der 1970 gemeinsam mit dem Chilenen Óscar González-Ferrán die erste geologische Karte von Penguin Island erstellt hatte.